# Erik Brann
Erik Brann (pseudonimo di Erik Braunn) (Boston, 11 agosto 1950 – 31 luglio 2003) è stato un chitarrista statunitense.
La sua notorietà è legata al gruppo hard rock psichedelico Iron Butterfly, con il quale esordì a diciassette anni nel 1967.

## Biografia
Nativo di Boston, Brann studiò inizialmente il violino per poi passare alla chitarra. Nel 1967 si unì a diciassette anni al gruppo Iron Butterfly. Il suo esordio discografico avvenne l'anno dopo con l'album In-A-Gadda-Da-Vida, che rappresenta ancora  oggi il maggior successo commerciale da parte del gruppo. Brann scrisse, assieme al bassista Lee Dorman anche una traccia di questo album, intitolata Termination.
Brann abbandonò gli Iron Butterfly nel 1970, per poi tornarvi nel 1974 in occasione della rifondazione del gruppo. Il chitarrista inciderà due album Scorching Beauty del 1974 e Sun and Steel del 1975, all'interno dei quali Brann assumerà anche il ruolo di cantante principale. La band si scioglierà di nuovo nel 1975, per riunirsi per un breve periodo di tempo nel 1978, con una nuova formazione, l'ultima degli Iron Butterfly in cui Brann suonerà prima di ritirarsi quasi del tutto dalle scene musicali.
Nel luglio del 2003, mentre stava progettando il ritorno alle scene musicali con un album solista, Brann morì a causa di un infarto miocardico all'età di 52 anni.